# Eparchie Stamford
Die Eparchie Stamford  (lat.: Eparchia Stanfordensis Ucrainorum) ist eine Eparchie der Ukrainisch Griechisch-Katholischen Kirche in den USA.

## Geschichte
Für die sich in der Diaspora befindlichen katholischen Ukrainer des byzantinischen Ritus wurde am 20. Juli 1956 in Stamford zunächst ein Apostolisches Exarchat errichtet. Die Erhebung zur Eparchie erfolgte am 10. Juli 1958. Das Bistum umfasst die US-Bundesstaaten Connecticut, Massachusetts, New York und Rhode Island.

## Bischöfe der Eparchie Stamford
- Ambrozij Andrew Senyshyn OSBM, 1956–1961
- Joseph Michael Schmondiuk, 1961–1977
- Basil Harry Losten, 1977–2006
- Paul Patrick Chomnycky OSBM, seit 2006

## Weblinks

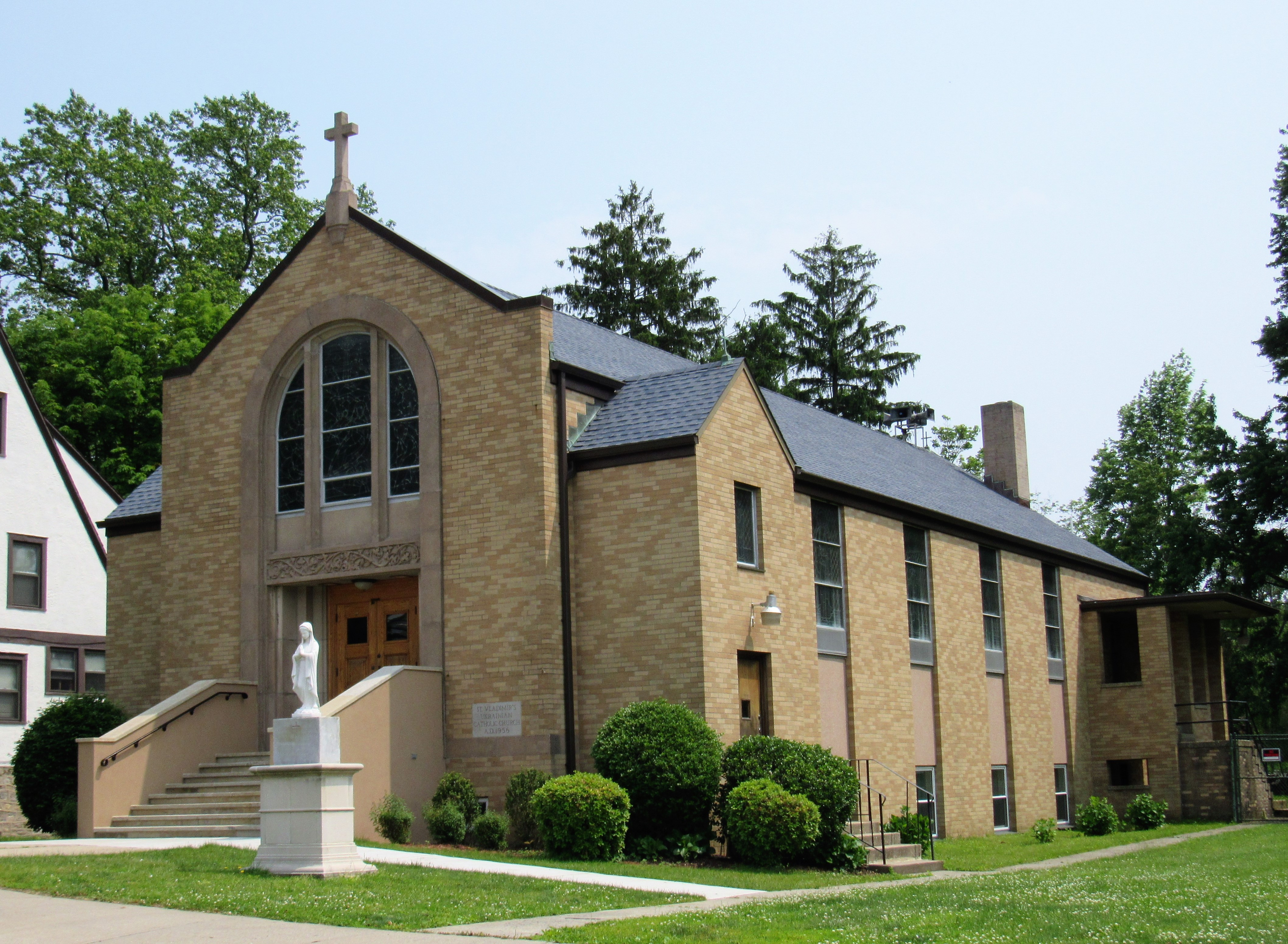
Kathedrale St. Vladimir’s in Stamford, Connecticut